# Аверкиевская (Устьянский район)
Аверкиевская — деревня в Устьянском районе Архангельской области.

## География
Находится в южной части Архангельской области на расстоянии приблизительно 5 км на восток по прямой от административного центра района поселка Октябрьский на левобережье реки Устья.

## История
В 1859 году здесь (деревня Вельского уезда Вологодской губернии) был учтен 21 двор. До 2022 года входила в Шангальское сельское поселение до его упразднения.

## Население
Численность населения: 144 человека (1859 год), 12 (русские 100 %) в 2002 году, 14 в 2010.